# Công ty cổ phần Lọc hóa dầu Bình Sơn
Công ty cổ phần Lọc hóa dầu Bình Sơn (tên giao dịch quốc tế: Binh Son Refining and Petrochemical Joint Stock Company, tên gọi tắt là BSR) là một đơn vị thành viên của Tập đoàn Dầu khí Việt Nam hoạt động trong lĩnh vực xăng dầu, thành lập ngày 09/06/2008.

## Hoạt động kinh doanh
- Sản phẩm - Dịch vụ
  - Xăng
  - Khí hóa lỏng
  - Dầu
  - Hạt nhựa - PolyProlylene

## Lịch sử
- Ngày 31/5/1997, Bộ trưởng, Chủ nhiệm Văn phòng Chính phủ đã ban hành Quyết định số 75/BT về việc thành lập Ban quản lý dự án Nhà máy lọc dầu (NMLD) số 1 trực thuộc Tập đoàn Dầu khí Việt Nam.[2]
- Ngày 10/7/1997, Thủ tướng Chính phủ đã ra Quyết định số 514/QĐ-TTg phê duyệt dự án NMLD số 1 Dung Quất theo hình thức Việt Nam tự đầu tư.[2]
- Ngày 8/1/1998, lễ động thổ xây dựng nhà máy đã được tổ chức tại xã Bình Trị, huyện Bình Sơn, tỉnh Quảng Ngãi. Đến giữa năm 1998, trong lúc Tập đoàn Dầu khí Việt Nam đang triển khai dự án khá khẩn trương thì cuộc khủng hoảng tài chính trầm trọng trong khu vực châu Á đã có những tác động xấu đến việc huy động vốn để thực hiện dự án xây dựng NMLD Dung Quất. Trước tình hình đó, phương án Liên doanh với Nga để hợp tác xây dựng và vận hành NMLD số 1 tại Dung Quất được xúc tiến.[2]
- Ngày 25/8/1998, Chính phủ Việt Nam và Chính phủ Liên bang Nga đã ký Hiệp định Liên Chính phủ về việc xây dựng, vận hành NMLD số 1 tại Dung Quất. Theo đó, hai Chính phủ thống nhất giao cho Tập đoàn Dầu khí Việt Nam và Liên đoàn kinh tế hải ngoại Nhà nước Liên bang Nga (Zarubezhneft) cùng làm Chủ đầu tư của dự án.[2]
- Ngày 19/11/1998, hai phía đã thỏa thuận thành lập Liên doanh xây dựng và vận hành NMLD để trực tiếp thực hiện công tác quản lý xây dựng và vận hành NMLD Dung Quất. Trong quá trình Liên doanh “Vietross” đàm phán hợp đồng EPC 1, có những vấn đề phức tạp nảy sinh khiến cho tiến độ công việc kéo dài. Hai bên trong Liên doanh không đạt được sự đồng thuận đối với một số vấn đề quan trọng. Do vậy hai bên đã đề nghị Chính phủ hai nước quyết định chấm dứt Liên doanh. Phía Nga chấp thuận phương án rút khỏi dự án để chuyển giao lại toàn bộ quyền lợi và nghĩa vụ của mình trong Liên doanh “Vietross” sang phía Việt Nam.[2]
- Ngày 25/12/2002, Phái đoàn liên Chính phủ hai nước Việt Nam và Liên bang Nga đã ký Nghị định thư thỏa thuận chuyển quyền chủ đầu tư dự án NMLD Dung Quất sang phía Việt Nam.[2]
- Ngày 17/5/2005, Hợp đồng EPC 1+4 đã được ký kết giữa Tập đoàn Dầu khí Việt Nam và Tổ hợp TPC. Ngày 24/8/2005, Hợp đồng EPC 2+3 bao gồm khu bể chứa dầu thô, đường ống dẫn sản phẩm, khu bể chứa và cảng xuất sản phẩm được Tập đoàn Dầu khí Việt Nam ký kết với Tổ hợp TPC. Hợp đồng EPC 2+3 được các bên thỏa thuận coi như một phụ lục của Hợp đồng EPC 1+4.[2]
- Ngày 28/11/2005, Lễ khởi công các gói thầu EPC 1+2+3+4 được Tổ hợp TPC phối hợp với PVN tổ chức tại công trường. Quá trình thực hiện dự án đã gặp rất nhiều khó khăn, thử thách liên quan đến thiết kế kỹ thuật, thời tiết, điều kiện địa chất, thị trường và nguồn nhân lực. Đây cũng là lần đầu tiên chúng ta xây dựng một nhà máy lọc hóa dầu với công nghệ rất hiện đại, tổng mức đầu tư lớn nhất so với các dự án trọng điểm quốc gia khác. Tuy nhiên, dưới sự chỉ đạo quyết liệt của Đảng và Chính phủ, các bộ ngành và cơ quan Trung ương, sự phối hợp chặt chẽ của tỉnh Quảng Ngãi, cộng với những nỗ lực vượt bậc của chủ đầu tư cùng hàng vạn cán bộ, kỹ sư, chuyên gia, công nhân thuộc các nhà thầu trong nước và quốc tế, NMLD Dung Quất đã được xây dựng hoàn thành và đưa vào vận hành đúng tiến độ, cho ra dòng sản phẩm thương mại đầu tiên vào ngày 22/2/2009.[2]
- Ngày 09/5/2008, Tập đoàn Dầu khí Việt Nam đã ban hành Quyết định số 1018/QĐ-DKVN về việc thành lập Công ty TNHH Một thành viên Lọc hóa dầu Bình Sơn. Ngày 09/6/2008, công ty được thành lập.[1]
- Ngày 1/7/2018, BSR chính thức chuyển sang mô hình công ty cổ phần.[3]

## Ban lãnh đạo (hiện nay)
- Chủ tịch HĐQT: Nguyễn Văn Hội
- Tổng Giám đốc: Bùi Ngọc Dương
- Phó Tổng Giám đốc: Nghiêm Đức Dương
- Phó Tổng Giám đốc: Trần Đoàn Thịnh
- Phó Tổng Giám đốc: Nguyễn Ngọc Anh
- Phó Tổng Giám đốc: Nguyễn Việt Thắng

## Danh hiệu
- Huân chương Lao động hạng Ba (2013)[1]
- Huân chương Lao động hạng Nhì (2014)[1]
- Bằng khen của Thủ tướng Chính phủ (2010, 2013)[1]
- Cờ thi đua của Chính phủ (2011, 2014)[1]
- Bằng khen của Bộ Công Thương (4 năm liên tiếp, 2011-2014)[1]
- Cờ thi đua Bộ Công Thương (2009, 2015)[1]
- Bằng khen của Bộ Công an (2012)[1]

## Giải thưởng
- Giải thưởng Môi trường Việt Nam (2017)[1]
- Top 10 "Nhà máy xanh thân thiện" (2017-2018)[1]
- Giải Vàng Chất lượng Quốc gia (2013, 2016)[1]
- Sao Vàng Đất Việt (2015, 2018)[1]
- Top 500 doanh nghiệp lợi nhuận tốt nhất Việt Nam[4][1]
- Top 500 doanh nghiệp lớn nhất Việt Nam[1][5]

Cùng một số giải thưởng khác...